# Золотухин, Григорий Сергеевич
Григо́рий Серге́евич Золоту́хин (8 [21] ноября 1911, с. Средние Апочки, Курская губерния — 20 сентября 1988, Москва) — советский государственный и партийный деятель, министр заготовок СССР (1973—1985) и министр хлебопродуктов СССР (1985—1987).

## Биография
Родился 21 ноября 1911 года в селе Средние Апочки (ныне — Горшеченского района Курской области) в крестьянской семье, русский. В 1928—1931 годах учился в Чакинском сельскохозяйственном техникуме (Тамбовская область), по окончании которого остался в нём работать: заведующим опорным учебным пунктом, управляющим учхозом, в 1937—1938 годах — исполняющим обязанности директора техникума.
В 1938—1939 годах — старший агроном Ржаксинской МТС в Тамбовской области. Член ВКП(б) с 1939 года.
В 1939—1940 годах — секретарь Ржаксинского райкома ВЛКСМ Тамбовской области, заведующий отделом крестьянской молодёжи Тамбовского обкома ВЛКСМ.
В 1940—1942 годах — помощник первого секретаря Тамбовского обкома ВКП(б).
В 1942—1944 годах — первый секретарь Токарёвского райкома ВКП(б) Тамбовской области.
В 1944—1946 годах — секретарь Тамбовского обкома ВКП(б).
В 1946—1949 годах — слушатель Высшей партийной школы при ЦК ВКП(б).
В 1949—1951 годах — секретарь и заведующий сельскохозяйственным отделом Тамбовского обкома ВКП(б).
В апреле 1951—1955 годах — второй секретарь Тамбовского обкома ВКП(б)/КПСС.
С октября 1955 по январь 1966 года — первый секретарь Тамбовского обкома КПСС (с января по декабрь 1964 года — сельского обкома). Н. С. Хрущев шутил на встрече с членами ЦК КПСС: «Вот тамбовский секретарь Золотухин всё хотел, чтобы его пороли, чтобы сняли штаны и пороли. Какое удовольствие! Все виноватым себя признавал и приговаривал: да, товарищ Хрущев, надо штаны снять и меня выпороть. Он это три раза повторил. Я уже не вытерпел и сказал ему: „Что это вы всё штаны хотите снять и зад нам показать? Вы думаете доставить нам удовольствие?“ Какой это секретарь?»
В январе 1966 — мае 1973 года первый секретарь Краснодарского крайкома КПСС.
В апреле 1973 — ноябре 1985 года министр заготовок СССР, в 1985—1987 годах — министр хлебопродуктов СССР.
Депутат Совета Союза Верховного Совета СССР 5-11 созывов от Краснодарского края (11-й созыв). Член ЦК КПСС в 1966—1988 годах (кандидат в 1956—1966 годах).
С апреля 1987 года персональный пенсионер союзного значения, советник при Совете Министров СССР.

Могила Золотухина на Новодевичьем кладбище Москвы.

Скончался 20 сентября 1988 года в г. Москве. Похоронен на Новодевичьем кладбище (уч. 10, ряд 5, место 5).

## Награды и звания
- Герой Социалистического Труда (1973, «за большие успехи, достигнутые во Всесоюзном социалистическом соревновании, и проявленную трудовую доблесть в выполнении принятых обязательств по увеличению производства и продажи государству зерна и других продуктов земледелия в 1973 году»). Награждён пятью орденами Ленина (14.12.1961, 22.03.1966, 27.08.1971, 07.12.1973, 20.11.1981), орденом Октябрьской Революции (13.08.1986), медалями.
- Почётный гражданин Тамбовской области. Звание присвоено посмертно постановлением Тамбовской областной думы от 19.07.2004 № 879 за большой вклад в восстановление хозяйства области в послевоенный период, высокие достижения области в социально-экономическом и культурном развитии[4].